# داد سیتی (تگزاس)
داد سیتی،تگزاس (به انگلیسی: Dodd City, Texas)، شهری در ایالت تگزاس از ایالات جنوبی ایالات متحده آمریکا است. در سر شماری سال ۲۰۲۳، جمعیت این شهر ۳۶۹ نفر اعلام شد.